# Hungry Hill (montagna)
L'Hungry Hill (in gaelico irlandese Cnoc Daod) è la più alta montagna della cantena montuosa delle Caha e la 130ª in assoluto nell'isola irlandese. Essa spicca tra una serie di montagne che costituiscono la spina dorsale della penisola di Beara. Essa è situata lungo il confine tra le contee di Kerry e Cork, nella provincia di Munster, tuttavia viene associata alla seconda contea, poiché in essa si trova la vetta.